# Magyaratád
Magyaratád é um município da Hungria, situado no condado de Somogy. Tem 18,82 km² de área e sua população em 2019 foi estimada em 786 habitantes.